# شهرستان سمیرنیخوفسکی
شهرستان سمیرنیخوفسکی (به لاتین: Smirnykhovsky District) یک شهرستان در روسیه است که در استان ساخالین واقع شده‌است.